# Danaea carillensis
Danaea carillensis là một loài dương xỉ trong họ Marattiaceae. Loài này được Christ mô tả khoa học đầu tiên năm 1909.